# براد جيلبرت
براد جيلبرت (بالإنجليزية: Brad Gilbert)‏ مواليد 9 أغسطس 1961 في أوكلاند، هو لاعب كرة مضرب أمريكي سابق بدأ مسيرته كمحترف سنة 1982 وكان يلعب باليد اليمنى، اعتزل اللعب في 1995. أعلى تصنيف له في الفردي كان المركز الـ 4 في سنة 1990. سبق أن شارك في دورة الألعاب الأولمبية الصيفية.

## الميداليات
| الميدالية | المسابقة                       |
| --------- | ------------------------------ |
| برونزية   | الألعاب الأولمبية الصيفية 1988 |

## وصلات خارجية
- الموقع الرسمي

## روابط خارجية
- براد جيلبرت على موقع رابطة محترفي التنس (الإنجليزية)
- براد جيلبرت على موقع الاتحاد الدولي لكرة المضرب (الإنجليزية)
- براد جيلبرت على موقع كأس ديفيز (الإنجليزية)
- براد جيلبرت على موقع خلاصة التنس.كوم (الإنجليزية)
- براد جيلبرت على موقع إي إس بي إن.كوم (الإنجليزية)
- براد جيلبرت على موقع أوليمبيديا (الإنجليزية)